# Dwight Stephenson
Dwight Eugene Stephenson (* 20. November 1957 in Murfreesboro, North Carolina) ist ein ehemaliger NFL Center. Er spielte nach seiner College-Karriere (Alabama) von 1980 bis 1987 für die Miami Dolphins. Stephenson wurde für seine sportlichen Leistungen mehrfach zum Offensive Lineman of the Year gewählt und gilt als der beste Center-Spieler seiner Zeit. Wegen einer Verletzung am linken Knie musste er seine Profikarriere 1987 beenden. 1998 ging Stephenson in die Pro Football Hall of Fame ein.